# Воробьёв, Владимир Анатольевич
Владимир Анатольевич Воробьёв (род. 2 ноября 1972, Череповец, Вологодская область) — российский хоккеист, нападающий, тренер.

## Карьера игрока
Воспитанник череповецкого хоккея. Начал карьеру в 1989 году в первой лиге чемпионата СССР в составе череповецкого «Металлурга». В 1992 году на драфте НХЛ был выбран в 10 раунде под общим 240 номером клубом «Нью-Йорк Рейнджерс». С 1993 по 1996 год был игроком московского «Динамо», в составе которого стал чемпионом России и двукратным серебряным призёром первенства.
В 1996 году перешёл в «Нью-Йорк Рейнджерс», в составе которого провёл 16 матчей. Кроме того, провёл 61 игру в составе клуба АХЛ «Бингхэмтон Рейнджерс», набрав 51 очко (23+28) в 65 матчах. С 1997 по 2000 год в основном выступал в низших североамериканских лигах. 23 марта 1999 года был обменян из Нью-Йорка в «Эдмонтон Ойлерз», в составе которого провёл лишь 3 матча, в которых забросил 2 шайбы.
В 2000 году вернулся в Череповец. В 38 играх за «Северсталь» забросил 9 шайб и отдал 4 голевые передачи, тем самым внеся вклад в завоевание командой бронзовых медалей чемпионата страны — первых в истории Череповца. В 2001 году Воробьёв вернулся в московское «Динамо», в составе которого вновь стал чемпионом России, а также обладателем Кубка европейских чемпионов. В 2005 году перешёл в казанский «Ак Барс», где с ходу стал чемпионом страны и обладателем Кубка европейских чемпионов. В 2007 году Воробьёв стал игроком уфимского «Салавата Юлаева». В том же сезоне стал четырёхкратным чемпионом России, а в сезоне 2009/10 команда Воробьёва стала обладателем бронзовых медалей.
30 июня 2010 года вернулся в «Северсталь». В сезоне 2010/11 он был капитаном команды, набрав 6 (2+4) очков в 35 проведённых матчах. Сразу после окончания сезона Воробьёв принял решение завершить профессиональную карьеру, после чего перешёл на тренерскую работу в родном клубе.

### Карьера в сборной
В составе сборной России Владимир Воробьёв принимал участие в двух чемпионатах мира — 1995 и 1996 годов, на которых он набрал 4 (0+4) очка в 14 проведённых матчах.

## Карьера тренера
Тренерскую карьеру начал в 2011 году, став одним из помощников главного тренера «Северстали».
В 2013—2014 годах — помощник главного тренера «Донбасса».
В 2014—2015 годах — помощник главного тренера «Барыса».
В 2015 году стал одним из помощников главного тренера «Динамо» (Москва) Сергея Орешкина. 14 апреля 2017 года назначен главным тренером «Динамо» (Москва).
2 октября 2018 года вошел в тренерский штаб Владимира Крикунова, который возглавил «Динамо».
15 апреля 2021 года пополнил тренерский штаб сборной Беларуси.
1 мая 2021 года назначен главным тренером «Амура».
27 сентября 2021 контракт с клубом был рассторгнут.

## Достижения
В качестве игрока
- Победитель турнира «Приз Известий»: 1993
- Чемпион России (4): 1995, 2005, 2006, 2008.
- Серебряный призёр чемпионата России (2): 1994, 1996.
- Бронзовый призёр чемпионата России 2001.
- Бронзовый призёр открытого чемпионата России КХЛ 2010.
- Обладатель Кубка Европейских Чемпионов 2007.

## Статистика
| Легенда | Легенда                    | Легенда | Легенда                   | Легенда | Легенда    |
| ------- | -------------------------- | ------- | ------------------------- | ------- | ---------- |
| И       | Количество проведённых игр | Штр     | Штрафное время            | +/−     | Плюс-минус |
| Г       | Голы                       | П       | Голевые передачи          | О       | Очки       |
| -       | Статистика неизвестна      | —       | Статистика не учитывалась |         |            |